# 増子相二郎
増子 相二郎（ますこ そうじろう、1950年 - ）は、日本のアニメーションプロデューサー。群馬県出身。

## 経歴
1974年、日本アニメーションへ入社。「草原の少女ローラ」で制作進行『ペリーヌ物語』、『シートン動物記 くまの子ジャッキー』、『赤毛のアン』、などで制作デスクを担当。その後、『釣りキチ三平』でプロデューサーとなり、パンメディアでの『オズの魔法使い』などを経て、あすなろスタジオの代表を務めた。
1987年にシンエイ動画へ入社し、制作・営業を担当。『つるピカハゲ丸くん』、『週刊ストーリーランド』、『おぼっちゃまくん』、『野坂昭如 戦争童話集 ウミガメと少年』、『映画ドラえもん』同時上映作品、映画・テレビシリーズ『あたしンち』などのプロデューサーを務め、2005年からはリニューアルしたテレビ・映画シリーズ『ドラえもん (2005年のテレビアニメ)』のチーフプロデューサーに就任。テレビシリーズは2012年、映画は『ドラえもん のび太の宇宙英雄記』（2015年）までチーフプロデューサーの職を務めた。
2017年4月、SynergySPの代表取締役に就任（2022年退任）。

## 参加作品

### テレビアニメ
1977年
- シートン動物記 くまの子ジャッキー（制作デスク）

1978年
- ペリーヌ物語（制作デスク）

1979年
- 赤毛のアン（制作デスク）

1980年
- 釣りキチ三平（1980年 - 1982年、制作デスク → プロデューサー）

1981年
- 南の虹のルーシー（制作デスク）

1985年
- 三国志（プロデューサー）

1986年
- オズの魔法使い（1986年 - 1987年）

1988年
- つるピカハゲ丸くん（1988年 - 1989年、プロデューサー）

1989年
- おぼっちゃまくん（1989年 - 1992年、プロデューサー）

1999年
- 週刊ストーリーランド（1999年 - 2001年、プロデューサー）

2002年
- 野坂昭如 戦争童話集 ウミガメと少年（プロデューサー）
- あたしンち（2002年 - 2009年、プロデューサー → チーフプロデューサー）

2005年
- ドラえもん（2005年 - 2012年、チーフプロデューサー）

2021年
- 出会って5秒でバトル（アニメーションプロデューサー）

### 劇場アニメ
1992年
- ドラミちゃん ハロー恐竜キッズ!!（プロデューサー）

1993年
- ドラミちゃん 青いストローハット（プロデューサー）

1994年
- ウメ星デンカ 宇宙の果てからパンパロパン!（プロデューサー）

1995年
- 2112年 ドラえもん誕生（プロデューサー）

1996年
- ドラミ&ドラえもんズ ロボット学校七不思議!?（プロデューサー）

1997年
- ザ☆ドラえもんズ 怪盗ドラパン謎の挑戦状!（プロデューサー）

1998年
- ザ☆ドラえもんズ ムシムシぴょんぴょん大作戦!（プロデューサー）
- 帰ってきたドラえもん（プロデューサー）

1999年
- ザ☆ドラえもんズ おかしなお菓子なオカシナナ?（プロデューサー）
- のび太の結婚前夜（プロデューサー）

2000年
- ザ☆ドラえもんズ ドキドキ機関車大爆走!（プロデューサー）
- おばあちゃんの思い出（プロデューサー）

2001年
- ドラミ&ドラえもんズ 宇宙ランド危機イッパツ!（プロデューサー）
- がんばれ!ジャイアン!!（プロデューサー）

2002年
- ザ☆ドラえもんズ ゴール!ゴール!ゴール!!（プロデューサー）
- ぼくの生まれた日（プロデューサー）

2003年
- 映画 あたしンち（プロデューサー）

2006年
- 映画ドラえもん のび太の恐竜2006（チーフプロデューサー）

2007年
- 映画ドラえもん のび太の新魔界大冒険 〜7人の魔法使い〜（チーフプロデューサー）

2008年
- 映画ドラえもん のび太と緑の巨人伝（チーフプロデューサー）

2009年
- 映画ドラえもん 新・のび太の宇宙開拓史（チーフプロデューサー）

2010年
- 映画ドラえもん のび太の人魚大海戦（チーフプロデューサー）

2011年
- 映画ドラえもん 新・のび太と鉄人兵団 〜はばたけ 天使たち〜（チーフプロデューサー）

2012年
- 映画ドラえもん のび太と奇跡の島 〜アニマル アドベンチャー〜（チーフプロデューサー）

2013年
- 映画ドラえもん のび太のひみつ道具博物館（チーフプロデューサー）

2014年
- 映画ドラえもん 新・のび太の大魔境 〜ペコと5人の探検隊〜（チーフプロデューサー）

2015年
- 映画ドラえもん のび太の宇宙英雄記（チーフプロデューサー）

2017年
- ゴーちゃん。〜モコとちんじゅうの森の仲間たち〜（プロデューサー）

2018年
- ゴーちゃん。〜モコと氷の上の約束〜（アニメーションプロデューサー）

2019年
- 劇場版 新幹線変形ロボ シンカリオン 未来からきた神速のALFA-X（アニメーション制作協力）

### WEBアニメ
2024年
- あたしンちNEXT（アニメーションプロデューサー）